# Crotalaria hoffmannii
Crotalaria hoffmannii är en ärtväxtart som beskrevs av Rudolf Wilczek. Crotalaria hoffmannii ingår i släktet sunnhampor, och familjen ärtväxter. Inga underarter finns listade i Catalogue of Life.